# Praça Franklin Roosevelt
La Praça Franklin Roosevelt (Place Franklin Roosevelt), mieux connue simplement sous le nom de Praça Roosevelt (Place Roosevelt), est une place située dans la zone centrale de la ville brésilienne de São Paulo.

## Situation et accès
Elle est située entre les rues da Consolação et Augusta. Un complexe architectural en béton a été construit dans les années 1960 sur le passage souterrain entre la voie élevée Presidente João Goulart et la liaison Est-Ouest. La place était également connue sous le nom de Praça da Consolação (Place de la Consolation).

## Origine du nom
Son nom rend hommage à Franklin Delano Roosevelt, président des États-Unis.

## Historique
La zone où se trouve aujourd'hui la place appartenait à Dona Veridiana Prado au XIXe siècle. Elle avait une maison à côté de l'ancienne église de Consolação,. À l’époque, la région était considérée comme l’une des banlieues de São Paulo. Lorsque Veridiana commença à construire son manoir à Higienópolis, à la fin des années 1880, la ferme commença à être subdivisée, donnant naissance à des rues et à ce qui devint connu sous le nom de Praça da Consolação.
Au début du XXe siècle, se trouvait là le vélodrome de São Paulo, premier stade de football du Brésil, exproprié en 1915 pour faire place à la Rua Nestor Pestana. Lorsque l' église Nossa Senhora da Consolação a commencé à être construite, face à la Rua da Consolação, en 1910, le terrain à côté de la nouvelle église a commencé à être utilisé comme parking et espace pour les marchés en plein air.

### Projet
Dans les années 1960, le maire de la ville, José Vicente Faria Lima, décide de construire un grand complexe architectural sur le site, dans le cadre d'un projet d'urbanisation annoncé en 1967, qui comprenait un centre culturel avec un auditorium pour deux mille personnes. Le projet a été réalisé par le paysagiste Roberto Coelho Cardozo. Le projet, avec beaucoup de béton et peu de verdure, a été critiqué dès sa conception, ainsi que plus tard : par la revue Veja em São Paulo, qui en 1985 l'a classé comme « monstre architectural », et par le journal Folha de S. Paulo, qui en 2006 l'avait qualifié d'"intervention maladroite". Dans un article sur les « mauvais » travaux à São Paulo, le projet de la Praça Roosevelt a été à nouveau critiqué : « Le problème est vraiment superficiel. La place a un excès de ciment, d'escaliers, de ruelles et de bâtiments. C'est moche. Il n'y a ni arbres ni jardins. Ce même article contient une déclaration de Paulo Mendes da Rocha, alors président du siège de l'Institut brésilien des architectes à São Paulo : "La Praça Roosevelt est un bon exemple de ce qu'une place ne devrait jamais être." En mai 2010, la place a été décrite comme « inactive ».

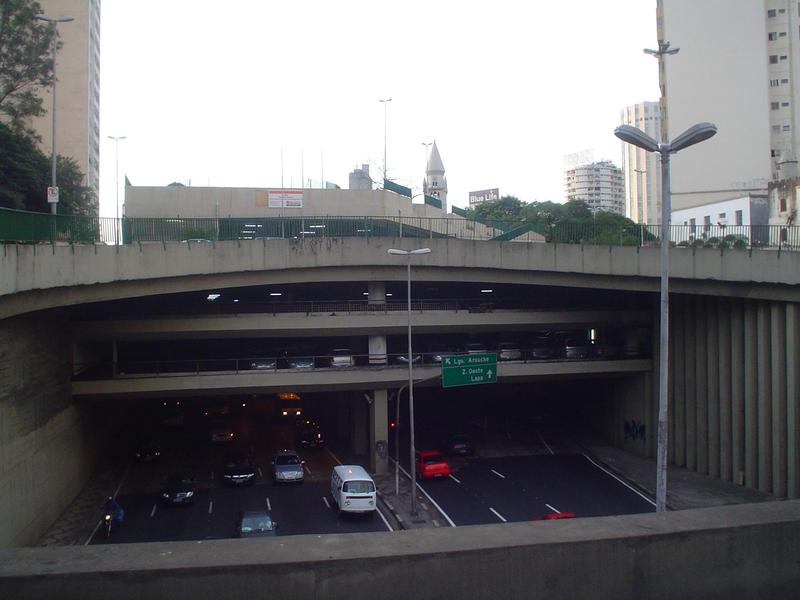
Section de la liaison Est-Ouest sous la place Roosevelt, avec la « place du Pentagone » au-dessus.

### Construction et ouverture
Le contrat pour la réalisation du projet de rénovation a été signé le 27 mai 1968 par Faria Lima. Avec un investissement de onze millions de nouveaux escudos, il s'agissait du plus gros contrat jamais signé par la Mairie jusqu'à cette époque.

### Dégradation

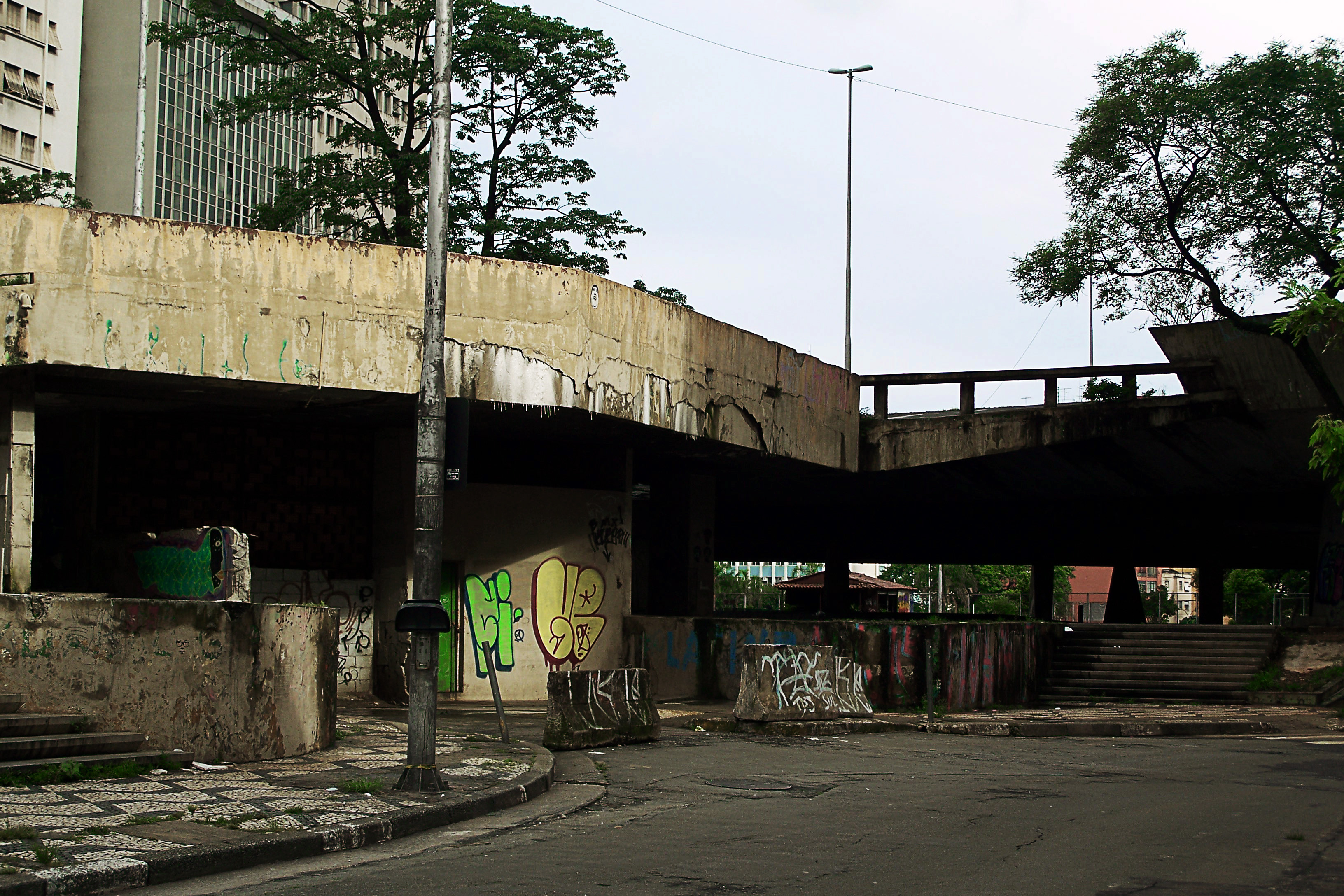
La structure de la « Place du Pentagone » en janvier 2010.

Aucun des projets installés sur la place depuis son inauguration n'a abouti. Malgré l'intention de faire de la place un monument de la ville, trois ans seulement après son inauguration, l'endroit présentait déjà des fuites partout, provoquant des fuites qui ouvraient des fissures dans les murs, le sol était réparé et les parterres de fleurs n'avaient toujours pas de fleurs. Les azulejos prévus pour la colonne devant le supermarché n'ont jamais été posés, déjà noircis par les suies de la pollution.

### Revitalisation
Le premier théâtre, du groupe Os Satyros, est arrivé sur la place en 2000, "pour rivaliser d'espace avec les trafiquants de drogue et les prostituées", selon le magazine Sãopaulo en 2011. "La place a été détruite", a déclaré Rodolfo Vázquez, l'un des fondateurs du groupe, en 2011. "La routine avec les trafiquants de drogue était très difficile. Ils brisaient les lumières des trottoirs et personne ne voulait passer. La première période a été héroïque. Personne qui fréquentait le quartier ne nous a acceptés." En 2001, une rénovation d'urgence, dans laquelle 150 000 reais ont été dépensés, a facilité l'accès des piétons avec la démolition de certains murs et la réparation de certaines clôtures, et des bancs ont également été retirés dans le but d'empêcher la présence des résidents de la route. L'année suivante, un financement de la Banque interaméricaine de développement (BID) a permis d'investir dans la récupération de quatre places dans la région centrale, dont une à Roosevelt, qui a fini par être la seule parmi les quatre à ne pas être revitalisée, alléguant un manque de discussion lors de l’audience publique. Selon Vázquez, la dernière fois qu'il a reçu des menaces de la part de trafiquants de drogue, c'était en 2005, à l'époque où les spectacles présentés dans les théâtres de la place commençaient à connaître du succès.

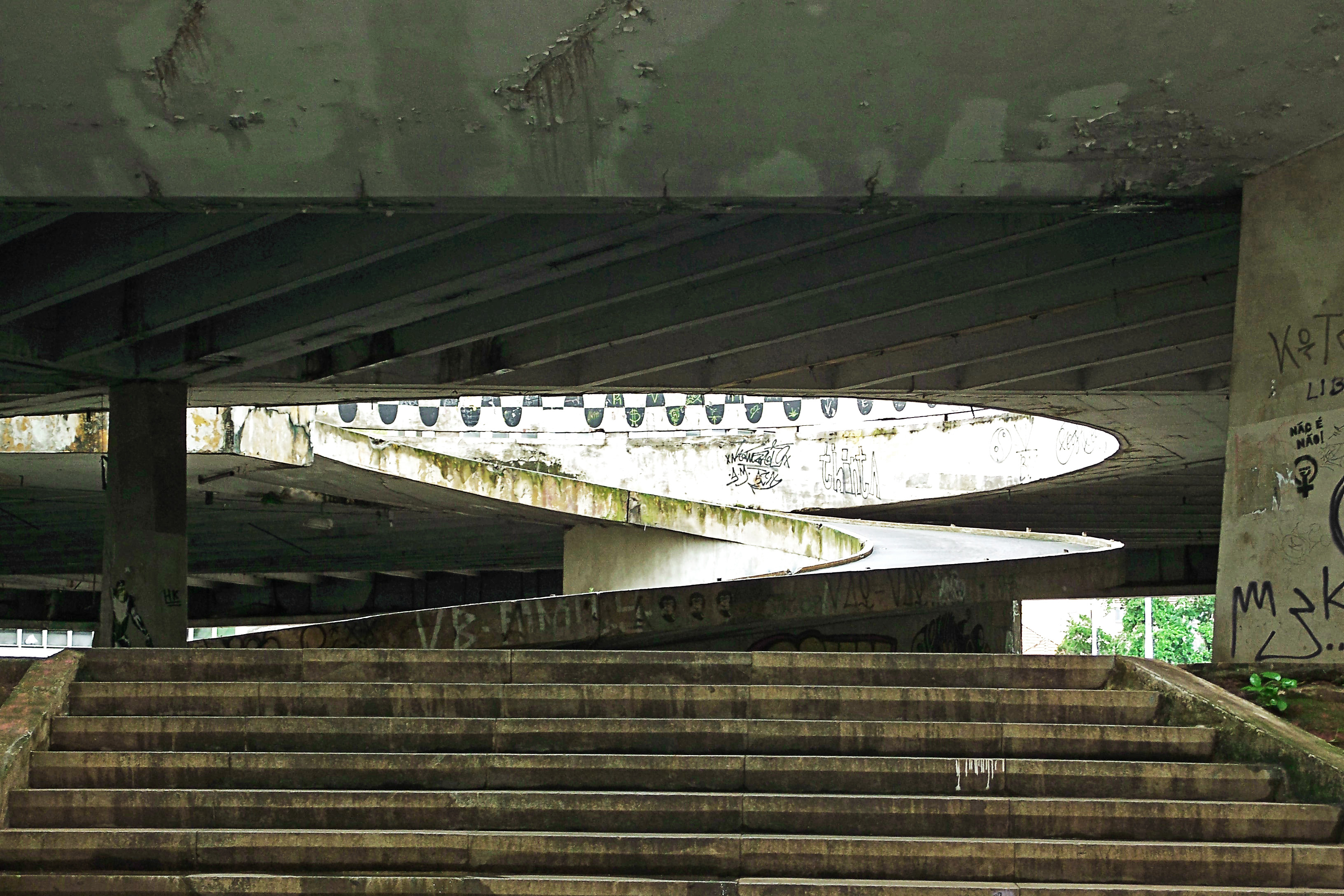
Rampe d'accès à la « Place du Pentagone », l'une des structures de la Praça Roosevelt, en janvier 2010.

L'avis de concours public est sorti le 12 janvier 2010, avec des prévisions de démolitions, de travaux de récupération et de renforcement des structures, de rénovation des espaces, de construction de nouvelles structures et de mise en œuvre d'actions d'adaptation, de requalification architecturale et paysagère de la place, en en plus de la plantation de deux cents arbres d'espèces indigènes. Pour transformer la place en un « espace social sûr », le projet comprend l'implantation d'un commissariat de police à un endroit stratégique et l'installation de caméras de sécurité. Les prévisions prévoyaient un coût total de quarante millions de reais, pour une durée de 24 mois, même si aucune date de début n'était encore connue. Le Plan Objectif de la Ville de São Paulo prévoit l'achèvement pour mai 2011, mais en mai 2010, le Secrétariat municipal de planification a prédit l'achèvement deux ans après le début des travaux.

### Nouvelle place
Début septembre, l'inauguration était prévue pour le 29, le week-end précédant l'élection du maire, même si la place avait été le théâtre d'une fête populaire le mois précédent, qui fonctionnait, selon JT, comme "une sorte d'inauguration officieuse".

## Vie culturelle
Avant la construction de structures en béton, c'était sur la Praça Roosevelt que se trouvaient les représentants de la Bossa Nova à São Paulo. Au restaurant Baiúca, situé sur la Praça, des noms comme Johnny Alf et Zimbo Trio se sont réunis tout au long des années 1950 et 1960 Le premier spectacle d'Elis Regina dans la ville eut lieu au bar Djalma, également situé sur la place, le 5 août 1964, ce qui lui valut cinq cruzeiros. Jusqu'à la fin des années 2000, le bar, désormais sous un autre nom, accueillait encore les fans d'Elis. "L'environnement sur la place était propice", a déclaré le chanteur Alaíde Costa à JT en 2008.